# ستيوارت غرايمز
ستيوارت غرايمز (بالإنجليزية: Stuart Grimes)‏ هو لاعب اتحاد الرغبي ورائد أعمال بريطاني، ولد في 4 أبريل 1974 في أبردين في المملكة المتحدة.

## وصلات خارجية
- ستيوارت غرايمز على موقع دوري الرغبي الممتاز (الإنجليزية)
- ستيوارت غرايمز عل موقع إسبنسكروم (الإنجليزية)
- ستيوارت غرايمز على موقع ItsRugby.co.uk (الإنجليزية)